# Djupa andetag
Djupa andetag (Respirações profundas) é o quinto álbum de estúdio da ex-vocalista do ABBA Anni-Frid Lyngstad, também conhecida como Frida, lançado em 1996 e gravado em língua sueca nos estúdios da Polar Music, em Estocolmo. O álbum chegou ao primeiro lugar na Suécia. O carro-chefe é a canção "Även en blomma" ("Mesmo uma flor"). "Djupa Andetag" is included in the Frida Box Set. The promotion videos and clips from this album can be seen in the 3½ hour documentary Frida the dvd. Some of the songs has been re-mixed and are presented in Frida - The Mixes.
After a few years in the early '90s, as chairperson for the Swedish organisation "Det Naturliga Steget-Artister För Miljön" (The Natural Step-Artists For The Environment), Frida decided to record again. This is a mature album with lyrics dealing with both "inner personal environment" as well as the environment and the nature surrounding us. At the time of recording, Frida did not want the attention an international release would bring and she also felt for singing in her mother tongue again, so the album was recorded in Swedish and released in Scandinavia only. Nowadays, however, the album is to be found everywhere. A one hour documentary of the making and recording of this album + the videoclips, can be seen in Frida the dvd, including interviews with Frida and producer Anders Glenmark.

## Faixas
1. "Älska mig alltid"
2. "Ögonen"
3. "Även en blomma"
4. "Sovrum"
5. "Hon fick som hon ville"
6. "Alla mina bästa år" (dueto com Marie Fredriksson)
7. "Lugna vatten"
8. "Vem kommer såra vem ikväll?"
9. "Sista valsen med dig"
10. "Kvinnor som springer"

## Miscellaneous
- Frida queria gravar "Alla mina bästa år" junto à colega Agnetha Fältskog, também ex-vocalista do ABBA, mas Agnetha recusou alegando um certo receio de rumores de reuniões do ABBA. Para substituí-la, veio a vocalista da banda sueca Roxette, Marie Fredriksson.
- Frida escreveu "Kvinnor som springer" ("Mulheres que correm") após ler Women who Run with the Wolves ("Mulheres que correm com os lobos"), de Clarissa Pinkola Estés.